# MGM-140 ATACMS
O MGM-140 Army Tactical Missile System (o "Sistema de mísseis táticos do exército", ou ATACMS) é um míssil balístico tático fabricado pela empresa Lockheed Martin dos Estados Unidos. Tem um alcance de até 300 km (190 milhas), com combustível sólido e tem quatro metros (13 pés) de altura e 610 mm (24 polegadas) de diâmetro. O ATACMS pode ser disparado da plataforma M270 (MLRS) e do M142 (HIMARS).
Um contêiner de lançamento do ATACMS tem uma tampa padronizada com seis círculos, como a tampa de um foguete MLRS padrão, mas contém apenas um míssil – o padrão idêntico torna mais difícil para a inteligência inimiga destacá-lo como um alvo de alto valor.